# Willoughby Community Park Stadium
Le Willoughby Community Park Stadium est un stade démontable (en) de football (soccer), situé dans la municipalité de Langley, en Colombie-Britannique, au Canada.

## Histoire
Le 9 février 2023, le Vancouver FC dévoile les rendus du nouveau stade, d'une capacité prévue de 6 560 spectateurs et aménagé pour être éventuellement agrandi. La construction du stade débute en début d'année 2023. La structure de l'enceinte est formée de conteneurs, une méthode déjà employée pour le stade 974 de Doha lors de la Coupe du monde 2022,. Le coût d'une telle construction est estimé entre dix et vingt-cinq millions de dollars.
Le 30 janvier 2023, il est annoncé que la rencontre inaugurale du nouveau stade va se dérouler le 7 mai, contre le Cavalry FC, à l'occasion d'une rencontre de la Première ligue canadienne,. Le club annonce que le stade affichera complet pour la première rencontre des Eagles.
Le stade est inauguré le dimanche 7 mai 2023 lors d'une rencontre de la Première ligue canadienne entre le Vancouver FC et le Cavalry FC, devant 6 177 personnes. Le score final est un match nul de 1-1. Ainsi, le tout premier joueur à avoir marqué dans cette enceinte est Mikaël Cantave (en) et Shaan Hundal marque le premier but des Eagles.